# Лозовик, Юрий Ефремович
Лозовик Юрий Ефремович (1 ноября 1937 — 24 июня 2024) — российский и советский физик-теоретик, член Европейской академии наук. Кандидат физико-математических наук (1974). Был заведующим лабораторией спектроскопии наноструктур Института спектроскопии РАН, по совместительству — профессором в МФТИ и МИЭМ ВШЭ, а также ведущим научным сотрудником ВНИИА. Преподавал в МИФИ. Состоял в редколлегии международного журнала «Solid State Communications». Автор и соавтор более 600 статей, посвящённых наноструктурам, нанотехнологии, низкоразмерным электронным системам, нанооптике, физике кластеров, различным аспектам физики твёрдого тела, атомной физике, квантовой электродинамике в полости. По данным Google Scholar на 2024 год, имеет индекс Хирша 63.

## Биография
Юрий Лозовик родился 1 ноября 1937 года. В 1960 году окончил Среднеазиатский государственный университет по специальности «Физика» и получил квалификацию учителя физики средней школы. Затем поступил в аспирантуру Физического института имени Лебедева, где защитил кандидатскую диссертацию в 1974 году по специальности «Теоретическая и математическая физика» под руководством Д. А. Киржница в группе лауреата Нобелевской премии В. Л. Гинзбурга.
За свою карьеру Ю. Е. Лозовик подготовил более 40 кандидатов наук, многие из которых стали известными исследователями. Он поддерживал своих учеников на протяжении их карьеры и помогал в развитии их научных исследований.
Юрий Лозовик скончался в Москве 24 июня 2024 года в возрасте 86 лет.

## Вклад в науку
Ю. Е. Лозовик является автором и соавтором более 700 рецензируемых публикаций, включая свыше 20 обзоров и коллективных монографий. Его исследования охватывали широкий круг тем: электронные свойства наноструктур, низкоразмерные электронные системы, экситонику, плазмонику, нанооптику, фотонные кристаллы, физику твёрдого тела, нанотехнологии, квантовую электродинамику в полости, физику кластеров, ультрабыструю оптику, графен, топологические изоляторы и наноэлектромеханические системы.

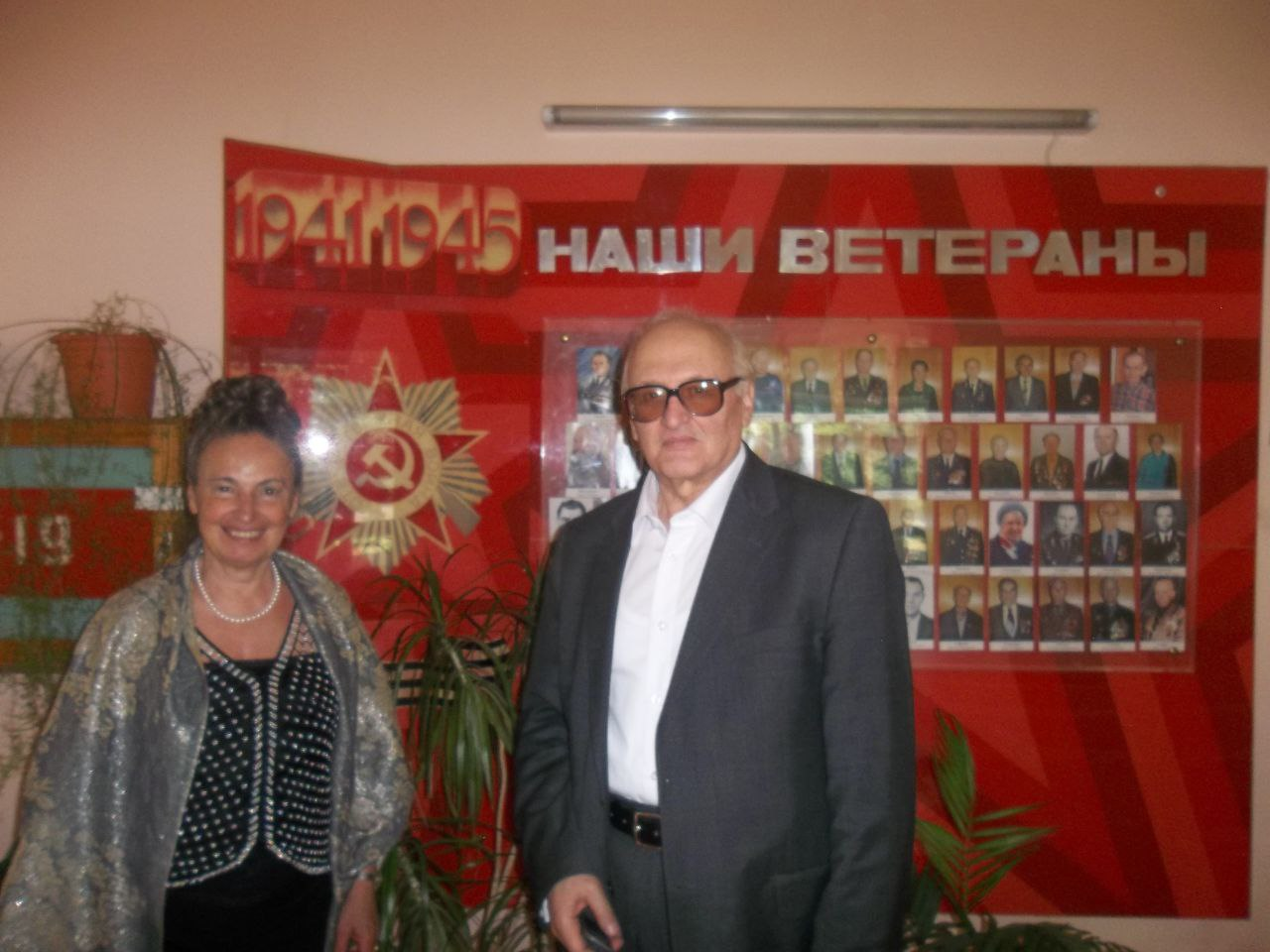
Юрий Лозовик и французский физик-теоретик Моник Комбеско, Институт спектроскопии РАН, Троицк, Московская область, 2013 год

Одним из его важнейших достижений стало предсказание существования и конденсации Бозе — Эйнштейна дипольных (непрямых) экситонов. Совместно с соавторами он заложил основы исследований сверхтекучего состояния пространственно разделённых электронов и дырок в двойных слоях, эффекта Джозефсона в несверхпроводящих системах, драг-эффектов и аномального поведения в магнитных полях. Также он участвовал в предсказании динамического эффекта Лэмба в квантовой электродинамике в полости — параметрического возбуждения атома в нестационарной полости без испускания фотонов.

## Награды
- Премии за лучшую публикацию в российских научных журналах (2002)[6].
- Почётная грамота Российской академии наук[6].
- Был удостоен звания «Человек года 2011» в номинации «Наука» в городе Троицке[6].
- Благодарность и Премия мэра Москвы (2018)[6].